# هانس زنهولتس
هانس اف زنهولتس (‎/ˈzɛnhɔːlts/‎ ; آلمانی: [ˈzɛnhɔlts] 3 فوریه ۱۹۲۲–۲۳ ژوئن ۲۰۰۷) اقتصاددان و نویسنده پرکار آمریکایی متولد آلمان در مکتب اتریش بود که زیر نظر لودویگ فون میزس تحصیل کرد. هواپیمای وی که در خلال جنگ جهانی دوم خلبان لوفت وافه بود، در تاریخ ۳۱ اوت ۱۹۴۲ بر فراز شمال آفریقا سرنگون شد و باقیمانده جنگ را در یک اردوگاه اسیر در ایالات متحده گذراند.
پس از بازگشت به آلمان، زنهولتس از دانشگاه‌های ماربورگ در سال ۱۹۴۸ و کلن در سال ۱۹۴۹ مدارک تحصیلی را اخذ کرد. وی سپس برای ادامه تحصیل در مقطع دکترا به ایالات متحده مهاجرت کرد. در دانشگاه نیویورک که اولین دانشجوی دکترای میزس در ایالات متحده شد. وی در کالج شهری گروو، ۱۹۵۶–۱۹۹۲، به تدریس اقتصاد پرداخت. پس از بازنشستگی، وی رئیس بنیاد آموزش اقتصادی، ۱۹۹۲–۱۹۹۷ شد.
جوزف سالرنو و یوزف شومپیتر هر دو سنهولتز را به خاطر وضوح استثنایی نثرش در دفاع از مکتب اتریش ستوده‌اند.

## نفوذ سنهولز
ران پال، نامزد انتخابات ریاست جمهوری ایالات متحده، علاقه خود به اقتصاد را مرهون ملاقات با زنهولتس و آشنایی کامل با وی می‌داند. پیتر بوتکه، مدیر برنامه هایک برای مطالعات پیشرفته فلسفه، سیاست و اقتصاد در مرکز مرکیتس در دانشگاه جورج میسون، ابتدا اقتصاد را از سنهولتس به عنوان دانشجو در کالج شهری گروو آموخت. لارنس رید، بنیانگذار مرکز سیاست‌های عمومی مکیناک در میشیگان و رئیس فعلی بنیاد آموزش اقتصادی (FEE)، زنهولتس را دارای بیشترین تأثیر در زندگی خود پس از والدینش می‌داند.

## کتابشناسی - فهرست کتب

### مقالات
- "What We Can Know About the World". The Freeman, 1970.
- "Omnipotent Government". The Freeman, 1970.
- "The Great Depression". The Freeman, October 1969.

### کتابها
- Divided Europe. New York, NY, 1955.
- How Can Europe Survive. D. Van Nostrand Company، 1955.
- Moneda y libertad. بوئنوس آیرس، آرژانتین، ۱۹۶۱.
- The Great Depression. Lansing, MI, 1969.
- Inflation or Gold Standard. Lansing, MI, 1973.
- Gold is Money. Westport, CT, 1975.
- Death and Taxes. Washington, D. C. , 1976. 2nd ed. 1982.
- Problemas económicas de actualidad. بوئنوس آیرس، آرژانتین، ۱۹۷۷.
- Age of Inflation, Belmont, MA, 1977, 1979
  - Spanish: Tiempos de inflation, بوئنوس آیرس، آرژانتین، ۱۹۸۳.
- Money and Freedom. Spring Mills, PA, 1985
  - Spanish: Moneda y libertad, بوئنوس آیرس، آرژانتین، ۱۹۸۷
  - Polish: Pieniadze I Wolnosc. London, England, 1991.
- The Politics of Unemployment. Spring Mills, PA, 1987.
- Debts and Deficits. Spring Mills, PA, 1987.
- The Great Depression: Will We Repeat It?. Spring Mills, PA, 1988.
- The Savings and Loan Bailout. Spring Mills, PA, 1989.
- Three Economic Commandments. Spring Mills, PA, 1990.
- The First Eighty Years of Grove City College. Grove City, PA, 1993.
- Reflection and Remembrance. Irvington, NY, 1997.
- Sowing the Wind. Grove City, PA, 2004.
- Age of Inflation Continued. Grove City, PA, 2006.